# Injúries a la Corona
Injúries i calúmnies contra la Corona és un delicte contra la monarquia consistent a danyar el prestigi i l'honor de la Casa Reial espanyola, tipificat en els articles 485, 490.3 i 491 del Codi penal espanyol i previst amb penes de presó de quatre a vint-i-quatre mesos.
El fonament jurídic d'establir un tipus penal més agreujat que el d'injúries rau en la necessitat de protegir la Corona, en tant que, el seu menyspreu comporta un efecte lesiu per a tota la societat ja que representa la més alta institució de l'Estat. L'existència d'aquest tipus penal és motiu de controvèrsia entre les forces polítiques i el 2011, en la sentència pel cas d'Arnaldo Otegi, el Tribunal Europeu de Drets Humans (TEDH) va assenyalar que protegir de forma especial el cap d'Estat en matèria d'injúries i calumnies no s'ajustava a l'esperit de la Convenció Europea de Drets Humans.

## Disposicions legals
La conducta tipificada com a delicte es troba recollida a la Llei Orgànica 10/1995, de 23 de novembre, del Codi penal, en el seu títol XXI, anomenat «Delictes contra la Constitució». En el capítol II es recullen els «Delictes contra la Corona», en els quals s'inclouen:

### Article 485
| « | […] al Rei, o a qualsevol dels seus ascendents o descendents, a la Reina consort o al consort de la Reina, el regent o algun membre de la Regència, o al Príncep hereu de la Corona [...]. | » |

### Article 490.3
| « | El que calumniï o injuriï al Rei o qualsevol dels seus ascendents o descendents, la Reina consort o al consort de la Reina, el Regent o algun membre de la Regència, o el Príncep hereu de la Corona, en l'exercici de les seves funcions o amb motiu o ocasió d'aquestes, serà castigat amb la pena de presó de sis mesos a dos anys si la calúmnia o injúria fossin greus, i amb la de multa de sis a dotze mesos si no ho són. | » |

### Article 491
| « | 1. Les calúmnies i injúries contra qualsevol de les persones esmentades en l'article anterior, i fora dels supòsits previstos en el mateix, seran castigades amb la pena de multa de quatre a vint mesos. 2. S'ha d'imposar la pena de multa de sis a vint a qui utilitzi la imatge del Rei o de qualsevol dels seus ascendents o descendents, o de la reina consort o del consort de la Reina, o del regent o d'algun membre de la regència, o del príncep hereu, de qualsevol forma que pugui danyar el prestigi de la Corona. | » |

## Crítiques
Des de diferents sectors socials, polítics i judicials s'ha criticat la seva tipificació com a delicte. Els principals arguments utilitzats a favor de la seva exclusió són els límits que imposa a la llibertat d'expressió, els privilegis que atorga a la Família Reial espanyola enfront de la resta de ciutadans i el fet, rellevant per a la política criminal espanyola, que el seu càstig resulti contraproduent per als interessos de la monarquia.
El 13 de setembre de 2007, Giulia Tamayo León, d'Amnistia Internacional, va declarar que la seva organització havia dirigit sengles escrits al Ministeri de Justícia i a la Fiscalia de l'Audiència Nacional en què es demanava que es revisés la legislació espanyola sobre aquest punt amb l'objectiu de millorar la garantia dels drets dels periodistes.
El 22 d'abril de 2008, en sessió parlamentària, el grup d'Esquerra Republicana de Catalunya-Esquerra Unida-Iniciativa per Catalunya Verds va presentar una proposició de llei orgànica per a despenalitzar les injúries a la Corona en considerar que la seva sanció «afecta els fonaments bàsics del sistema democràtic» i és «desproporcionada».
El 10 d'octubre de 2008 un grup d'uns cinquanta advocats provinents dels Països Catalans van presentar a l'Il·lustre Col·legi d'Advocats de Barcelona (ICAB) un manifest en el qual expressaven la seva preocupació per «l'enjudiciament constant de persones relacionades amb la crema de fotografies i imatges de la família reial». Destacaven que la sobreprotecció a la Corona podia xocar amb el dret a la igualtat recollit en l'article 14 de la Constitució espanyola de 1978. A més, afegien que, en ser una institució «imposada», la monarquia havia d'acceptar les crítiques de la ciutadania i que la protecció penal dels articles 490 i 491 del Codi penal espanyol entrava en col·lisió amb la llibertat ideològica i la llibertat d'expressió. L'objectiu del manifest era promoure el debat al voltant d'aquesta qüestió en els col·legis professionals d'advocats i, en general, a la societat.
El 15 d'octubre de 2008, Reporters Sense Fronteres va demanar que es reformés la legislació espanyola sobre aquest delicte ja que perjudica la llibertat d'expressió. També va denunciar les pressions judicials sobre els professionals dels mitjans de comunicació «per a què es convertissin en auxiliars de la policia», en referència al cas del fotògraf que va haver de comparèixer davant l'Audiència Nacional per haver-se negat a lliurar les imatges preses en els successos de Girona de 2007.
El 13 de març de 2018, el Congrés dels Diputats, amb els vots en contra de Partit Popular, Ciutadans i Partit Socialista Obrer Espanyol, va rebutjar la proposició de llei d'ERC perquè es despenalitzessin els delictes d'injúries a la Corona i d'ultratge a Espanya.
El 23 d'octubre de 2018, el Congrés dels Diputats va decidir suavitzar, fins i tot eliminar, delictes com les injúries a la Corona, l'enaltiment del terrorisme i l'ofensa als sentiments religiosos. La iniciativa, presentada a instàncies d'Unides Podem, va comptar amb el suport del PSOE, ERC, Junts per Catalunya, Partit Nacionalista Basc i EH Bildu.

## Casos seleccionats

### Punto y Hora de Euskal Herria
Al febrer de 1981, Xabier Sánchez Erauskin, director de la revista Punto y Hora de Euskal Herria, va ser acusat d'aquest delicte per un article relacionat amb la visita del rei Joan Carles I d'Espanya a la Casa de Juntes de Guernica, sota el títol «Paseíllo y espantá». Amb paseíllo es referia a la visita reial i amb espantá a la dimissió recent del president espanyol Adolfo Suárez al mes de gener d'aquell mateix any. Va ser condemnat a un any de presó, ingressant-hi el 15 d'abril de 1983 i sortint-ne el gener de 1984.

### Arnaldo Otegi
Al novembre de 2005, Arnaldo Otegi, polític socialista i independentista basc, va ser condemnat pel Tribunal Suprem espanyol a un any de presó per unes declaracions de febrer de 2003 en les que va denominar «cap dels torturadors» al rei Joan Carles I d'Espanya, amb relació a les denúncies de tortures sofertes pel director del diari Egunkaria, Martxelo Otamendi, sentència que l'any 2006 seria suspesa durant tres anys pel Tribunal Superior de Justícia del País Basc.
A mitjans del mes de març de 2011 el Tribunal Europeu de Drets Humans va condemnar a l'Estat espanyol a pagar la suma de 20.000 euros en concepte de danys morals per vulnerar la llibertat d'expressió d'Otegi, assenyalant la desproporció existent entre l'exagerada condemna per injuriar el monarca espanyol i la penalitat molt inferior que s'hagués imposat si les mateixes s'haguessin dirigit contra qualsevol altre ciutadà espanyol.

### DeiaiGara
L'any 2006 va saltar la polèmica entorn a la mort de Mitrofan, un os bru, presumptament assassinat per Joan Carles I en una cacera a la població de Novolenskoye, Rússia, durant una visita privada al país. Els mitjans russos d'abast internacional es van fer ressò de l'acusació d'un oficial rus que afirmava que l'os havia estat embriagat amb vodka i mel, mentre que la Casa Reial espanyola negava l'acusació. Els diaris bascos Deia (a través del seu suplement Caduca HOY) i Gara van publicar, els dies 28 d'octubre i 2 de novembre de 2006, una vinyeta satírica i un article respectivament, en què es tractava el cas.
El 2 d'abril de 2008, un any i quatre mesos després de la denúncia de la Fiscalia acusant d'injúries al rei als periodistes dels mitjans abans citats, el jutge Fernando Grande-Marlaska va decidir arxivar el cas després de no apreciar delicte en els acudits. Una setmana més tard, el fiscal de l'Audiència Nacional va presentar un recurs contra la decisió del jutge d'arxivar el cas. El 17 de juny de 2008, la Sala Penal de l'Audiència Nacional va obligar a Grande-Marlaska a reobrir el cas en considerar que atacava l'autoestima del monarca.

### El Jueves
El 18 de juliol de 2007, un nou cas de censura i denúncia per injúries a la Corona es va escometre contra la revista El Jueves a causa de la portada del número 1573. En aquesta portada apareixien el príncep d'Espanya d'aleshores, Felip de Borbó i Grècia i la seva esposa Letizia Ortiz en una postura sexual explícita. La caricatura fa referència a l'ajuda de foment a la natalitat de 2.500 euros per infant, coneguda popularment com a «xec-nadó», anunciada pel president de Govern espanyol José Luis Rodríguez Zapatero.
El jutge de l'Audiència Nacional Juan del Olmo va ordenar, per al 20 de juliol, el segrest de la publicació, la prohibició de la seva venda, la confiscació dels motlles i, més tard, el tancament de la pàgina web de la revista. El jutge Fernando Grande-Marlaska va obrir la vista oral el 30 de juliol de 2007. La Fiscalia de l'Audiència Nacional va demanar inicialment una multa de 3.600 euros per a cada un dels responsables, encara que més tard elevaria la xifra a 6.000 euros. El 14 de novembre del mateix any el jutge José María Vázquez Honrubia va declarar culpables els imputats d'un delicte d'injúries al príncep hereu i els va condemnar al pagament d'una multa de 3.000 euros.
Aquest cas va despertar un gran interès per la revista, prova d'això és que es va disparar el tiratge amb un augment de 135.000 lectors respecte a l'any 2006, convertint-se així, segons l'Estudi General de Mitjans, en el segon setmanari no-rosa més comprat, després de la revista Interviú. Per altra banda, els dies posteriors al segrest es van arribar a demanar, a les subhastes d'internet, quantitats relativament grans de diners pels exemplars del número segrestat. En aquestes mateixes subhastes es va arribar a pagar 2.500 euros per un exemplar del número segrestat.

### Antimonàrquics de Girona
Un altre dels casos que més repercussió van tenir va ser la crema de fotografies del rei Joan Carles I a Girona. Després d'una visita de la Casa Reial espanyola a la ciutat, realitzada el 13 de setembre de 2007, una manifestació convocada per l'Esquerra independentista amb el lema «Els catalans no tenim rei», dos activistes van calar foc a una foto de Joan Carles de Borbó i Sofia de Grècia.
Poc després, Enric Stern i Jaume Roura van ser detinguts com a responsables directes de l'acció. El 20 de novembre de 2007 es va realitzar el primer judici a l'Audiència Nacional i se'ls va condemnar, a cadascun d'ells, a 15 mesos de presó o a la substitutiva multa de 2.700 euros. No obstant això, el judici es va haver de repetir per decisió unànime de ple de la Sala Penal de l'Audiència Nacional després de considerar l'escrit de la defensa conforme no s'havia permès als acusats expressar-se en català. Després de la repetició del judici, la condemna va ser la mateixa i la secció penal de l'Audiència Nacional va confirmar, en reunió plenària a principis de novembre de 2008, que la crema de fotos dels monarques espanyols havia de ser considerada delicte i, per tant, castigada amb pena de sis a vint mesos de presó. Aquesta decisió es va prendre després que la fiscalia rebaixés la qualificació dels fets a «alteració de l'ordre públic».
A partir de l'inici del procés judicial contra els dos independentistes, es van multiplicar el nombre d'actes en què, en solidaritat amb els acusats, es van cremar retrats reials tant dins com fora dels Països Catalans. Un dels actes de crema en solidaritat a Girona va comportar una nova onada repressiva amb una desena d'imputats a l'Audiència Nacional, els quals foren absolts.
A l'octubre de 2008, amb motiu del 70è aniversari de la reina-consort Sofia de Grècia, es va presentar un llibre escrit per la periodista Pilar Urbano que recollia opinions de la monarca sobre temes d'actualitat que van causar polèmica. Respecte a la crema de fotografies reials afirmava que a la Zarzuela «va ser un disgust per a tots», però «no ens cremaven a nosaltres. Són trossos de paper. Ja s'apagarán».
El 2015, el Tribunal Constitucional espanyol va desestimar el recurs d'empara dels dos condemnats i en la seva sentència va afirmar que el Tribunal Europeu de Drets Humans creu necessari «sancionar i fins i tot prevenir totes les formes d'expressió que propaguin, incitin, promoguin o justifiquin l'odi basat en la intolerància». La sentència va ser recolzada pels set magistrats del sector conservador del tribunal i amb el vot discrepant dels quatre magistrats progressistes. En resposta, la defensa va recórrer al Tribunal Europeu de Drets Humans que, el 13 de març de 2018, per unanimitat, va condemnar a Espanya per violar l'article 10 de la Convenció Europea de Drets Humans, que defensa la llibertat d'expressió. El tribunal va considerar que hi va haver «ingerència en la llibertat d'expressió» de Stern i Roura i que la pena aplicada «no va ser proporcionada amb el fi perseguit ni necessària en una societat democràtica», per la qual cosa calia indemnitzar a cada un d'ells amb els 2700 euros pagats de multa i uns altres 9000 euros en concepte de despeses i honoraris. Segons el tribunal d'Estrasburg, l'acte no va ser una incitació a l'odi ni a la violència.

### Coronel Martínez Inglés
A l'octubre de 2012, el jutge de l'Audiència Nacional Ismael Moreno Chamarro va processar al coronel espanyol Amadeo Martínez Inglés imputant-li un delicte de calúmnies i injúries greus contra la Corona. Segons la interlocutòria del jutge, la pena privativa de llibertat que podria imposar «no excediria de nou anys de presó».
La causa del processament va ser un article escrit per l'acusat titulat ¿Por qué te callas? en el qual el jutge va apreciar que s'acusava el monarca espanyol d'haver comès els presumptes delictes de participació en l'intent de Cop d'estat del 23 de febrer de 1981, corrupció, malversació de fons públics, fratricidi i alta traïció en relació amb el lliurament del Sàhara espanyol al Marroc. El coronel Martínez Inglés, en resposta a la sentència d'acusació del jutge Moreno, va manifestar la seva convicció de no haver incorregut en cap conducta delictiva, va comunicar la seva intenció de defensar-se per si mateix i va sol·licitar que es deduís testimoni en la vista oral del judici a una sèrie de persones entre les que es trobaven Iñaki Urdangarin, Cristina de Borbó i Grècia, Corinna zu Sayn-Wittgenstein, José María Ruiz-Mateos i Mario Conde.

### Santiago Espot
El 22 de desembre de 2017, Santiago Espot va ser condemnat pel jutge de l'Audiència Nacional José María Vázquez Honrubia a pagar 7200 euros pels delictes d'injúries a la Corona i ultratge a Espanya. El 28 de maig de 2015 l'acusat havia publicat al perfil de facebook de l'entitat Catalunya Acció: «Per la xiulada a l'himne d'Espanya i al rei Felip de Borbó», a la final de la Copa del Rei de futbol el 30 de juny entre el FC Barcelona i l'Athletic Club. Finalment, la sala penal del mateix tribunal va estimar el seu recurs i el va absoldre, entenent que estava emparat per la llibertat d'expressió i el de la llibertat de crítica.

### Pablo Hasél
El 2 de març de 2018, el raper català Pablo Hasél va ser condemnat, pels magistrats de la Secció Primera de la Sala Penal de l'Audiència Nacional, a 2 anys i 1 dia de presó, així com al pagament de 24.300 euros de multa, pels delictes d'enaltiment del terrorisme, injúries i calumnies contra la Corona, i injúries i calumnies contra les Forces i Cossos de Seguretat de l'Estat. La resolució judicial comptà amb el vot particular en contra de la magistrada Manuela Fernández de Prado, que defensà que les publicacions s'encabien dins la llibertat d'expressió i no suposaven una manifestació de discursos d'odi. La causa que va motivar el processament va ser la publicació d'una sèrie de més de 60 tuits entre 2014 i 2018, en els que s'hi podia llegir en castellà: «La família reial són uns paràsits», «La monarquia té negocis criminals com el tràfic d'armes a l'Aràbia Saudita», «La monarquia viu a tot luxe a costa de l'explotació i misèria aliena» o «La Guàrdia Civil, com fins i tot el tribunal europeu ha dit, ha torturat», així com la publicació a Youtube de la cançó «Juan Carlos el Bobón».
El 8 de juny de 2020, el Tribunal Suprem espanyol va rebaixar la pena a 9 mesos de presó tot i mantenir el còmput de les multes. Concretament, pel delicte d'injuriar i calumniar la Casa Reial li van correspondre 12 mesos de pena-multa, a una quota diària de 30 euros (més de 9.000 euros), amb una responsabilitat personal subsidiària en cas d'impagament de 6 mesos de presó. La sentència va comptar amb el vot particular en contra de la rebaixa de dos dels cinc magistrats de la sala, Concepción Espejel Jorquera i Nicolás Poveda Peña, ja que van considerar algunes de les manifestacions de l'acusat com a «odi i atacs a l'honor». Per aquesta sentència, en concurrència amb una condemna anterior de 2 anys de presó per enaltiment del terrorisme a les lletres de les seves cançons, va ingressar a presó el 16 de febrer de 2021 i va generar nombroses protestes pel seu alliberament.